# Roc de la Guàrdia (Balenyà)
El Roc de la Guàrdia, també conegut com el Roc Gros, és un turó de 891 metres d'altura, i la muntanya emblemàtica d'Hostalets de Balenyà, a la comarca catalana d'Osona.
Aquest turó s'eleva a més d'un quilòmetre i mig a l'oest del Santuari de la Mare de Déu de l'Ajuda. Té dos miradors: el primer, el mirador del Montseny, amb vistes tant dels pobles de Balenyà i Centelles com del Tagamanent i del Matagalls; i el segon, que encara abasta més paisatge. Des d'aquest darrer podem veure tota la plana de Vic, els cingles de Tavertet, els Prepirineus, els Pirineus i fins i tot, si es té sort i la típica boira no ens ennuvola la vista, es pot arribar a veure les puntes del Canigó i del Puigmal. Una de les curiositats és una rosa dels vents que ens indica la situació de les grans muntanyes i serralades respecte a la posició de l'observador. Arribar a dalt el Roc Gros es converteix en una bonica excursió pels boscos de roure i pi típics de la zona.
Al Roc també es pot practicar l'escalada i disposa de nombrosos senders per anar cap a Tona, Puigsagordi, Centelles... És un dels punts més apreciats pels habitants de Balenyà. Per la "festa" del Roc de la Guàrdia, als volts de Nadal, els hostaletencs hi van a portar el tradicional pessebre, en un acte que s'engloba dins la Festa Major d'hivern i que és organitzat anualment pel Centre Excursionista de Balenyà. El Roc Gros constitueix juntament amb el Puig Castellar (1017m) i el Puigsagordi (984m), els tres pics insígnies de la serra de Fontderola.
En el turó es poden trobar petxines i altres restes prehistòriques. Antigament, des del Roc Gros baixava la via romana que unia el Bages amb Ausa; se'n poden veure encara restes i observar-ne la col·locació de les pedres.